# Unserdeutsch
Unserdeutsch ("Nuestro alemán"), o alemán rabaul criollo, es una lengua criolla de base alemana hablada principalmente en Papúa Nueva Guinea y el noreste de Australia. Tuvo su origen entre los niños de Nueva Guinea que concurrían a un orfanato administrado por alemanes. Actualmente lo hablan menos de cien personas, quince de las cuales viven en Nueva Bretaña.
La lengua es descendiente de una forma pidgin de alemán estándar que se originó en la península de Gazelle en Nueva Bretaña durante la época de ocupación colonial alemana entre la comunidad cristiana de raza mixta (Vunapope). 
La mayoría de las personas que hablan Unserdeutsch son bilingües; ya sea con el alemán estándar o inglés, tok pisin o kuanua. La mayoría de los hablantes son ancianos, aunque algunos miembros más jóvenes de la comunidad pueden comprender el lenguaje. 